# Calamus winklerianus
Calamus winklerianus är en enhjärtbladig växtart som beskrevs av Odoardo Beccari. Calamus winklerianus ingår i släktet Calamus och familjen Arecaceae. Inga underarter finns listade i Catalogue of Life.